# Ефор (Спарта)
Ефор је назив за високог државног чиновника у античкој Спарти. Било је пет ефора који су бирани на годину дана и који су се сваког месеца заклињали да ће подржавати владавину спартанских краљева, док су се краљеви заклињали да ће поштовати закон. Ефори нису морали да клече пред краљевима Спарте, а грађани су их веома ценили због важности њихових моћи и због свете улоге коју су заслужили током својих функција.
Херодот је тврдио да је ову институцију створио Ликург - верзија коју следе Ксенофонт, Платон или Исократ. али је вероватније да је да су они настали из потребе да руководе земљом док су краљеви водили војску у рат. Различита верзија се први пут појављује у Πολιτικά, коју је средином 4. века пре нове ере написао Аристотел, који каже да је ефорат створио спартански краљ Теопомпос. Ова верзија више распрострањена код наредних аутора, као што суЦицерон, а посебно Плутарх. Већина савремених научника сматра да су ефори настали у време Теопомпоса, током Месенских ратова. Ефоре је бирала народна скупштина, којој су могли да присуствују сви грађани. Они су се показали као добра равнотежа према два наследна краља, који су ретко сарађивали међусобно. Платон их је звао тиранима који су управљали Спартом као деспоти, док су краљеви били тек нешто више од генерала.
Ефори су председавали састанцима Герузије, олигархијског већа стараца. Они су водили грађанске парнице, сакупљали порезе, бринули се о календару, спољној политици и војној обуци младића. Година је називана по једном од њих, као што се у Атини називала по „архонтима“. Два ефора су пратила војску у рат, и могли су да ухапсе и затворе краљеве због лошег командовања за време битке. Ефори су били у сталном личном рату са „хелотима“ и могли су да ухапсе или смакну било кога од њих из било ког разлога и у било које време, а да их чак ни не изведу на суђење.
Клеомен III је укинуо ефоре 227. п. н. е., али их је македонски краљ Антигон III Досон поново успоставио после битке код Селасије. Овај положај се задржао до другог века нове ере кад их је вероватно укинуо римски цар Хадријан.